# Cannabis au Liechtenstein
Le cannabis au Liechtenstein est illégal, avec de sévères sanctions pour la production, la vente et la possession de marijuana à des fins médicinales ou récréatives. 
Selon le World Drug Report 2011, 8,6% de la population consomme du cannabis, au moins une fois par an. Une enquête réalisée en 2016 auprès d'étudiants de 15 à 16 ans au Liechtenstein a révélé que 44% avaient un accès facile au cannabis. 

## Histoire
Depuis un décret de 2005 dirigé par le prince Alois, le chanvre est interdit d'utilisation dans l'alimentation des bovins, malgré les allégations selon lesquelles il aurait permis de produire plus de lait car les vaches étaient « moins agitées »,.